# Esqui cross-country nos Jogos Olímpicos de Inverno de 1952
O esqui cross-country dos Jogos Olímpicos de Inverno de 1952 consistiu de três eventos para homens e um evento feminino, que estreou no programa olímpico. As provas foram realizadas entre 18 e 23 de fevereiro de 1952 em Oslo.
Ao contrário da edição anterior, que teve domínio dos esquiadores suecos, desta vez a modalidade teve destaque para a Finlândia, que conquistou três das quatro medalhas de ouro possíveis, além de outras três medalhas de prata e dois bronzes.

## Medalhistas
Masculino
| Evento                       | Ouro                                                               | Prata                                                                       | Bronze                                                                |
| ---------------------------- | ------------------------------------------------------------------ | --------------------------------------------------------------------------- | --------------------------------------------------------------------- |
| 18 km detalhes               | Hallgeir Brenden NOR Noruega                                       | Tapio Mäkelä FIN Finlândia                                                  | Paavo Lonkila FIN Finlândia                                           |
| 50 km detalhes               | Veikko Hakulinen FIN Finlândia                                     | Eero Kolehmainen FIN Finlândia                                              | Magnar Estenstad NOR Noruega                                          |
| Revezamento 4x10 km detalhes | Heikki Hasu Paavo Lonkila Urpo Korhonen Tapio Mäkelä FIN Finlândia | Magnar Estenstad Mikal Kirkholt Martin Stokken Hallgeir Brenden NOR Noruega | Nils Täpp Sigurd Andersson Enar Josefsson Martin Lundström SWE Suécia |

Feminino
| Evento         | Ouro                        | Prata                         | Bronze                       |
| -------------- | --------------------------- | ----------------------------- | ---------------------------- |
| 10 km detalhes | Lydia Wideman FIN Finlândia | Mirja Hietamies FIN Finlândia | Siiri Rantanen FIN Finlândia |

## Quadro de medalhas
| Ordem | País          | Medalha de ouro | Medalha de prata | Medalha de bronze |    |
| ----- | ------------- | --------------- | ---------------- | ----------------- | -- |
| 1     | FIN Finlândia | 3               | 3                | 2                 | 8  |
| 2     | NOR Noruega   | 1               | 1                | 1                 | 3  |
| 3     | SWE Suécia    |                 |                  | 1                 | 1  |
| TOTAL | TOTAL         | 4               | 4                | 4                 | 12 |